# Cadaqués
Cadaqués (katalánsky: [kəðəˈkes]; španělsky: [kaðaˈkes]) je město v comarce Alt Empordà v provincii Girona v Katalánsku ve Španělsku. Nachází se v zátoce uprostřed poloostrova Cap de Creus, poblíž mysu Cap de Creus, na pobřeží Costa Brava ve Středozemním moři. Od Barcelony je vzdálené dvě a čtvrt hodiny jízdy autem, a tak je přístupné nejen turistům, ale i lidem, kteří si zde chtějí pořídit druhý domov na víkendy a léta. V roce 2018 měl Cadaqués oficiálně 2 752 obyvatel, ale během vrcholu letní turistické sezóny zde může žít až desetkrát více lidí.
Cadaqués má zvláštní místo v dějinách umění. Výrazné uhlové kresby místního umělce Eliseu Meifréna ze zimního Cadaqués bičovaného tramontanem 19. století lze vidět v muzeu Cadaqués. Meifrèn byl prvním moderním umělcem, který v Cadaqués žil, a městu věnoval mnoho svých děl i mramorový stůl, na kterém kreslil mnohé z tehdejších rybářů.
Salvador Dalí často navštěvoval Cadaqués v dětství a později si pořídil dům v Port Lligat, malé vesnici v zátoce vedle města. Letní dovolená v roce 1916, kterou strávil s rodinou Ramona Pichota, je považována za obzvláště důležitou pro jeho uměleckou kariéru. Další významní umělci jako Pablo Picasso, Joan Miró, Marcel Duchamp, Richard Hamilton, Albert Ràfols-Casamada, Antoni Pitxot, Henri-François Rey, Melina Mercouri a Maurice Boitel zde také pobývali. Cadaqués je zmíněn i v povídce „Tramontana“ od Gabriela Garcíi Márqueze.
Zajímavý podmořský život této ospalé rybářské vesnice byl několik let studován fykoložkou Françoise Ardré, dlouho předtím, než byl Cadaqués objeven a přeměněn v turistickou destinaci. Každé pondělí se v Cadaqués koná pojízdný trh, který se nachází poblíž parkoviště. Tento trh nabízí širokou škálu produktů.
Ve středověku zde existovala židovská komunita a stará židovská čtvrť v Cadaqués je dodnes přístupná k návštěvě.

## Původ názvu
Cadaqués je fonetický přepis kontrakce katalánského „Cap de quers“ (Skalnatý mys). Ve středověkých dokumentech se vyskytovalo jak psaní Cadaqués, tak Cadaquers.

## Historie

### Vztah s Kubou

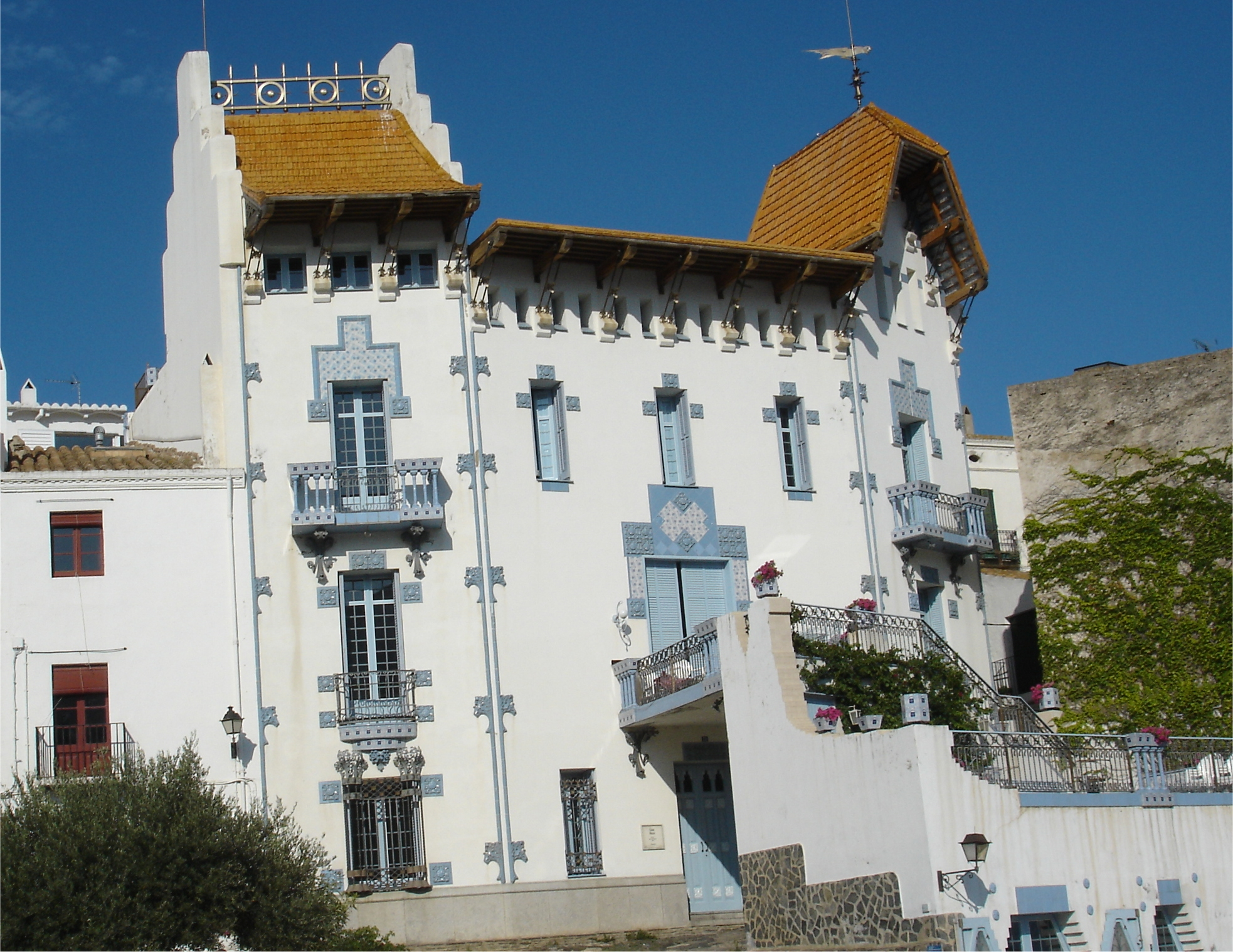
Modrý dům Cadaqués (Casa Blava), postavený v roce 1915

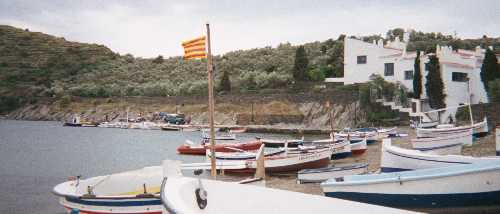
V sousední vesnici Port Lligat se nachází Dalího dům (vpravo na snímku)

Na počátku 20. století odcestovalo nebo emigrovalo na Kubu velké množství obyvatel Cadaqués (odhady hovoří až o jedné třetině z tehdejších zhruba 1 200 obyvatel). Mnozí z těchto emigrantů byli na Kubě finančně úspěšní a po návratu do Cadaqués si zde postavili velké a zdobné domy. Tyto domy jsou ve městě k vidění dodnes (například Casa Blava – Modrý dům). Člověku, který se z Kuby vrátil, se říkalo „Americano“, mezi jinými označeními.

### Tradiční zvyky
Ženy z vesnice tradičně nosily vodu v glazované hliněné nádobě. Glazura měla obvykle zelenou barvu. Podobná keramika je dnes k vidění jako dekorace. Dochovalo se několik fotografií žen nesoucích tyto nádoby na hlavě (chráněné látkou).
Díky blízkosti francouzských hranic a izolaci po souši měla vesnice také tradici pašování. Tuto tematiku zpracovává spisovatel Josep Pla.

### Známé osobnosti
- Pablo Picasso – pobýval zde v létě 1910 jako host rodiny Pitxot.
- Joan Miró
- José Antonio Coderch (1913–1984) – významný architekt z poválečné Barcelony
- Marcel Duchamp – hrával šachy v kavárně Meliton s Johnem Cagem a dalšími. Podle Richarda Hamiltona považoval místní rybáře za silné šachisty.
- Antoni Pitxot
- René Magritte
- Walt Disney
- Melina Mercouri
- Robert Venosa – americký vizionářský umělec
- Maurice Boitel
- Eugenio d'Ors – katalánský spisovatel, autor díla „Ben Plantada“
- Josep Pla – katalánský spisovatel, napsal mnoho knih zasazených do Cadaqués
- Salvador Dalí – postavil si dům v Port Lligat; jeho rodiče měli dům u pláže
- Genia Chef – ruský umělec, jeho obraz Madonna de la Esperanza visí v barokním kostele Iglesia de Santa Maria
- Michael Lederer – americký autor románu „Cadaqués“[4]
- Federico García Lorca – španělský básník a dramatik
- André Breton – francouzský spisovatel, básník, surrealista
- David Martí – katalánský umělec a spisovatel
- Niki de Saint Phalle – francouzská umělkyně, hostovala u Marcela Duchampa
- Man Ray – americký umělec, pozván Duchampem
- Mary Callery – sochařka
- Dieter Roth – umělec
- Marcel Broodthaers
- Richard Hamilton – britský umělec, pozván Duchampem
- John Cage – skladatel, hrál šachy s Duchampem
- Jean Tinguely – spolupracoval s Niki de Saint Phalle
- James Mason – herec, natáčel poblíž Cadaqués
- Pablo Casals – violoncellista, host rodiny Pitxot
- André Derain – malíř, host rodiny Pitxot; maloval vesnici v roce 1910
- Raoul Pugno
- Jacint Morera – katalánský malíř
- Maria Martins – brazilská surrealistická sochařka
- Damien Rice
- Jordi Pagans i Monsalvatje – katalánský malíř
- Terence Weil – violoncellista
- Luis Aznarez – hudebník

## Jazyk

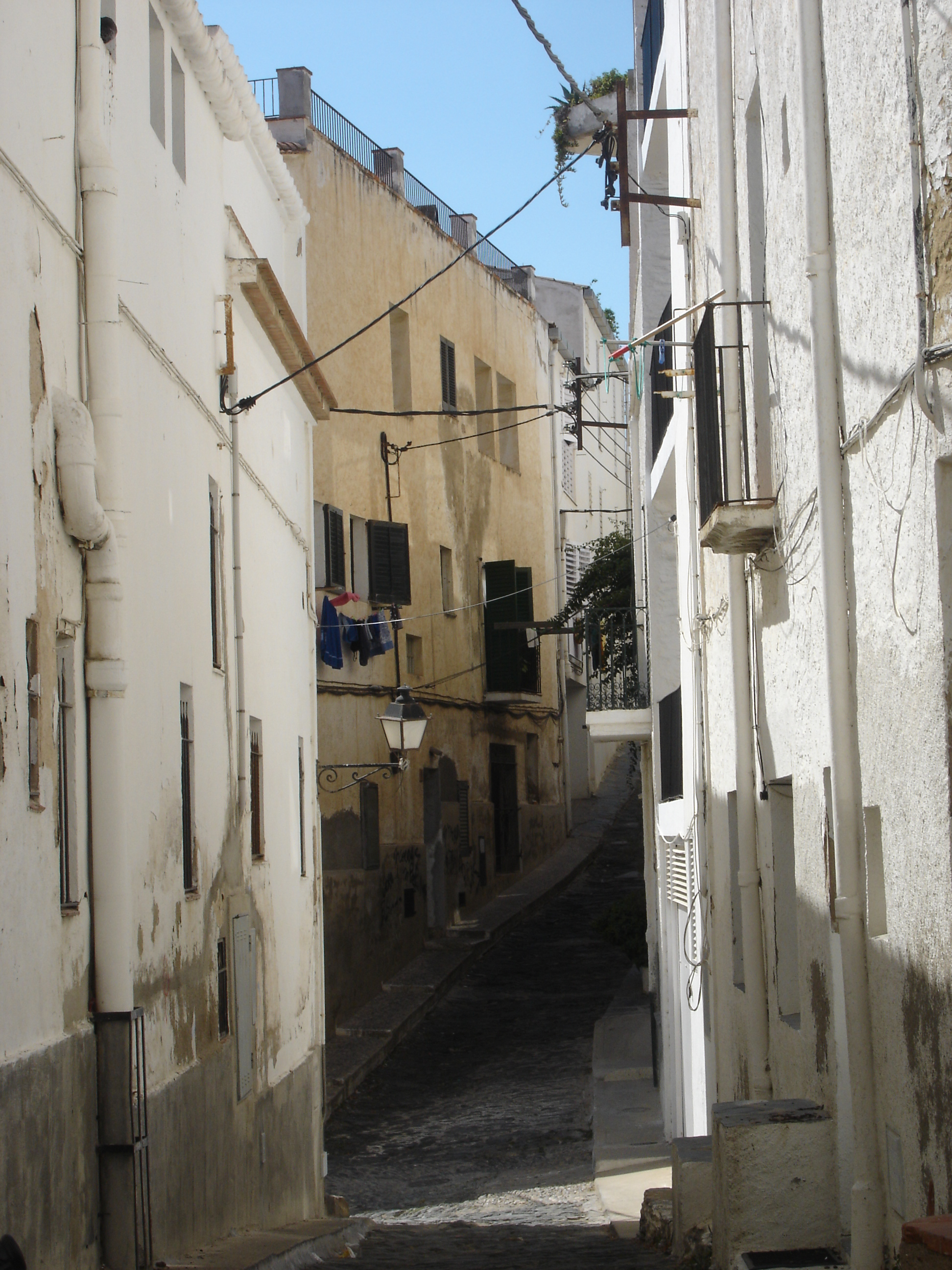
Typická ulička v Cadaqués („rastell“)

Přestože místní mluví španělsky, Cadaqués má svou vlastní variantu či dialekt katalánštiny. Jedním z nejvýraznějších rysů je odlišný určitý člen: místo obvyklého katalánského „la“ (ženský rod) a „el“ (mužský rod) používají místní „sa“ a „es“. Tento jev sdílejí s dialektem katalánštiny na Baleárských ostrovech.
Vysvětlení (viz El Vocabulari de Cadaqués od Ernesta Saly i Bruses) spočívá v tom, že katalánský panovník Jaume I. po dobytí Baleárských ostrovů ve středověku kolonizoval ostrovy obyvateli z regionu Empordà v Katalánsku. Vzhledem k tomu, že Cadaqués zůstal geograficky izolovaný, zachoval si středověké jazykové formy.
Dalším jazykovým rysem je změna 1. osoby jednotného čísla u některých sloves: koncovka „o“ se mění na „i“.

 Například:
„a vegades agafi molt per Cala Nans“

 (informant: asi 90letý rybář)
Ve standardní katalánštině: „a vegades agafo molt per Cala Nans“

Význam: „Někdy toho hodně nachytám u Cala Nans.“
Tento dialekt má nejblíže ke katalánštině mluvené na Ibize (Baleáry).
Místní nářečí se nazývá cadaquesenc a zahrnuje i mnoho specifických slov. Příklady:
- rastell: ulice (obvykle se strmým sklonem) vydlážděná svisle umístěnými břidlicovými kameny – velmi typické pro Cadaqués
- grop: černý dešťový mrak
- llagut: malá loď
- talaia: vyvýšený strážní hrad nebo rozhledna, sloužící k varování vesnice (např. před připlouvajícími loděmi) – sorvnání s „talaiots“ na Menorce
- xarxi: rybářská síť (na rozdíl od „xarxa“ ve standardní katalánštině)
- norai: kamenná válcovitá stavba s velkým kamenem na vrchu, ke kterému rybáři přivazovali své lodě

## Turismus

### Hlavní památky
- Muzeum Salvadora Dalího (Dalího dům) v Port Lligat
- Kostel Panny Marie (Església de Santa Maria) – z konce 17. století; dominuje panoramatu města
- Poustevna sv. Šebestiána (Ermita de Sant Sebastià) – velký dům vysoko na hoře Pení za městem Cadaqués; soukromý objekt, nepřístupný veřejnosti. Obklopen korkovými stromy a postavený na strmém svahu
- Přírodní park Cap de Creus – s majákem na nejvýchodnějším bodě pevninského Španělska a celého Pyrenejského poloostrova

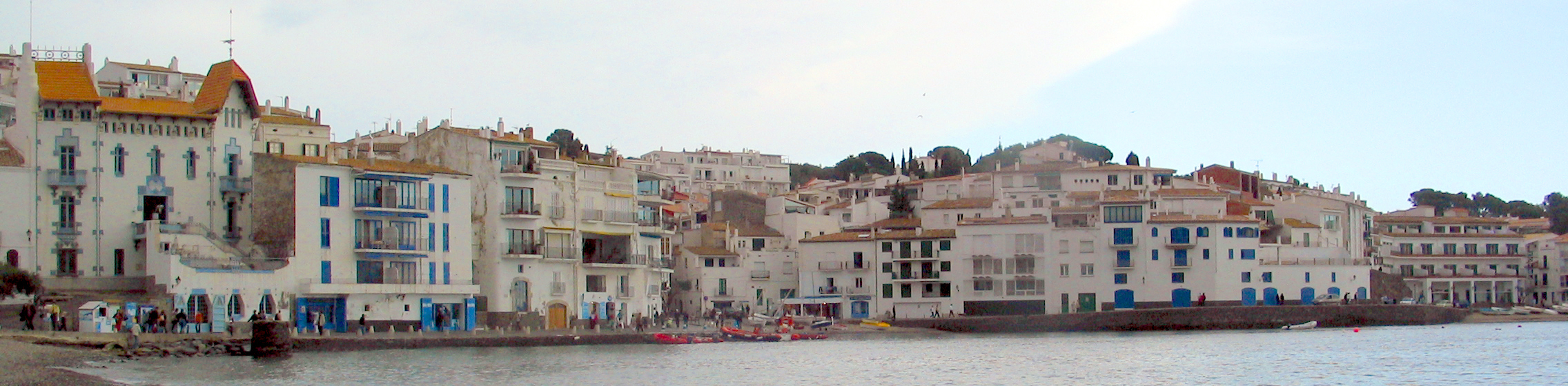
Pobřeží Cadaqués

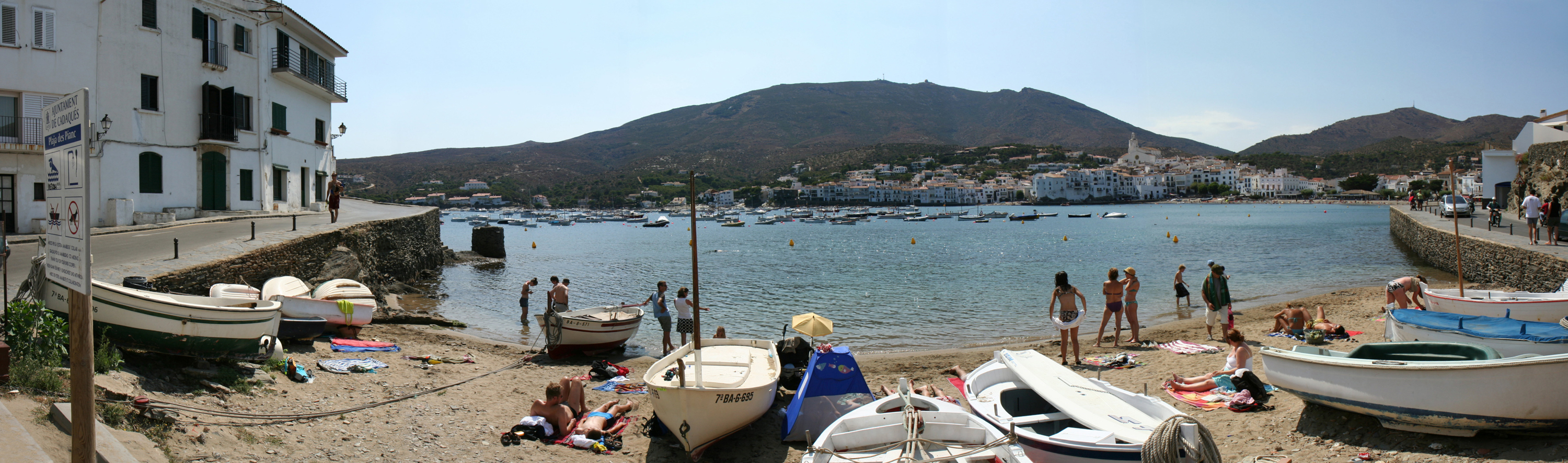
Panorama Cadaqués

Panorama Cadaqués

### Turistika a pěší trasy
Cadaqués je jedním ze zastavení na dálkové pěší trase GR 92, která sleduje španělské středomořské pobřeží.
- Etapa 2: směr sever do Llançà, vzdálenost: 20,3 km
- Etapa 3: směr jih do Roses, vzdálenost: 21,7 km

## Geologie
Cadaqués a okolní poloostrov známý jako Cap de Creus vděčí za svou krásu z velké části své složitě utvářené geologii. Skály zde byly vyzdviženy během vzniku Pyrenejí a jsou tvořeny převážně metamorfovanými fylity (šisty), které se na středomořském slunci zbarvují do zlatova.
Do toho připočtěme klima: v zimě je to jedno z nejdivočejších míst Costa Brava (doslova „divoké pobřeží“). Migmatity a šisty jsou bičovány větrem Tramuntana, který se žene z hor, a také mořem, které při větru síly 8 vypadá, jako by se vařilo.
Migmatity u Cadaqués vznikly za extrémního tlaku a teplot – částečně roztavené horniny, které se nacházejí na pomezí mezi magmatickými a metamorfovanými horninami. Oblast rovněž obsahuje velké množství šistů – středně přeměněné horniny, které byly stlačeny do vrstev. Bílé bloky pegmatitu ukazují místa, kde rozžhavené magma proniklo do starších metamorfovaných hornin na konci orogeneze (období vzniku hor).
Geologická historie oblasti je díky erozi větrem a mořem velmi dobře odkrytá a právě z tohoto důvodu zde působila řada geologů, kteří oblast mapovali.

## Čínská replika
V roce 2010 oznámil čínský developer China Merchants Zhangzhou záměr postavit téměř přesnou repliku města Cadaqués na ploše přes 100 akrů (asi 0,40 km²) na břehu Siamenského zálivu v Číně. Replika má pojmout asi 15 000 čínských rekreantů.
Výstavba měla začít v září nebo říjnu 2010.
V roce 2017 byl tento developerský projekt s názvem Kadakaisi stále ve výstavbě.